# Grundträskån (naturreservat)
Grundträskån är ett naturreservat i Kalix och Överkalix kommuner i Norrbottens län.
Området är naturskyddat sedan 2009 och är 3,8 kvadratkilometer stort. Reservatet omfattar en sträcka av ån med dess omgivning både av näraliggande våtmarker men också skog lite längre ifrån. Reservatet består av gransumpskog, tall på åsar och barrskog med inslag av lövträd. 